# Coca (gastronomia)
La coca è un piatto tipico della Catalogna e della Comunità Valenzana, anche diffuso nelle Isole Baleari e ad Andorra.

## Caratteristiche
Si tratta di un impasto schiacciato, simile a una focaccia, che viene proposta in molte varianti diverse, sia dolci che salate. Quando è salata, la coca può contenere ingredienti come pomodori, cipolle, pepe e sardine mentre, quando viene servita dolce, ha una base a base di pasta di mandorle e viene spesso consumata durante le festività dell'anno. A volte, la coca può anche essere ripiegata su se stessa a mo' di calzone. La coca viene spesso associata alla pizza, di cui viene considerata l'equivalente catalano. Tuttavia, a differenza del piatto italiano, essa presenta una forma diversa, viene servita a temperatura ambiente, contiene generalmente pochi ingredienti, raramente presenta erbe e formaggi, e inoltre è molto diffusa nella variante dolce. Fra le coques più note vi sono la catalana coca de recapte, contenente carne o pesce accompagnate a verdure, la coca de Sant Joan, variante dolce che viene tipicamente servita durante la Festa di san Giovanni Battista del 23 e 24 giugno in Catalogna, e la coca de trampó, una specialità dell'isola di Maiorca. Nell'Andorra è invece tipica la coca massegada, dolce e contenente anice e cognac.
La parola "coca" in lingua catalana e occitana deriva dal verbo latino "coquere", cucinare.